# 沖縄県道186号渡嘉敷港線
沖縄県道186号渡嘉敷港線（おきなわけんどう186ごう とかしきこうせん）は沖縄県島尻郡渡嘉敷村渡嘉敷の渡嘉敷村役場と渡嘉敷港とを結ぶ一般県道。

## 概要

### 区間
- 起点：島尻郡渡嘉敷村字渡嘉敷（渡嘉敷村役場）
- 終点：島尻郡渡嘉敷村字渡嘉敷（渡嘉敷港）
- 総延長：576m（実延長も同じ）

### 通過自治体
- 島尻郡渡嘉敷村（渡嘉敷島）

### 主要施設
- 渡嘉敷村役場（起点）
- 渡嘉敷港（終点）

## 歴史
- 1953年（昭和28年）に琉球政府道渡嘉敷渡嘉敷港線として指定（のちに政府道渡嘉敷港線に）。
- 1972年（昭和47年）の本土復帰と同時に県道となった。